# Ана (Оверн)
Ана Овернска (на френски: Anne d'Auvergne; * 1358; † 22 септември 1417, замък Клепе, Мулен, Франция) е дама дьо Меркер, графиня дьо Форе от 1372, дофина Оверн от 1400 г.

## Живот
Дъщеря е на Беро II Велики, дофин на Оверн, и Жана дьо Форе, дъщеря на граф Хуго VII.
На 4 юли 1368 година Ана на 10-годишна възраст е сгодена за своя втори братовчед херцог Луи II дьо Бурбон. Заради близкото родство, за сключването на брака римският папа дава разрешение на 15 септември 1371 година.
На 15 май 1372 година умира граф Жан II дьо Форе, който не оставя преки наследници. Негова наследница е Ана, майка на която е, Жана дьо Форе († 1369), падаща се родна сестра на починалия граф. Доколкото Ана е малолетна, то първоначално графството се намира под управлението на нейната баба Жана дьо Бурбон (1312 – 1402), вдовица на граф Хуго VII.
На 5 юли 1382 година Жана предава Графство Форе на Ана. След смъртта на нейния баща през 1400 година, Ана получава титула „дофина на Оверн“.

## Брак и деца
От 19 август 1371 година херцог Луи II Добрия (1337 – 1410), 3-ти херцог дьо Бурбон от 1356 година, граф дьо Клермон-ан-Бовези от 1356 – 1404, граф дьо Форе и сеньор дьо Меркер от 1372 (по брак). Деца:
- Катрин (1378 – в млад.възраст.)
- Жан I (1381 – 1434), 4-ти херцог дьо Бурбон от 1410, граф дьо Форе с 1417
- Изабела (1384 – след 1451), монахиня в Пуаси, през 1400 година е сгодена за Ерик Померански, крал на Норвегия, Дания и Швеция
- Луи (1388 – 1404), сеньор дьо Божьо